# Dom nocny
Dom nocny (ang. The Night House) – amerykański horror z 2020 roku w reżyserii Davida Brucknera. W głównych rolach występują Rebecca Hall, Sarah Goldberg oraz Vondie Curtis-Hall.
Zdjęcia kręcono w Syracuse w stanie Nowy Jork. Premiera miała miejsce 24 stycznia 2020 roku na festiwalu Sundance.

## Fabuła
Po nagłej śmierci męża zamieszkująca samotnie w wybudowanym przez niego domu Beth próbuje wrócić do normalności. Dręczą ją koszmary, w których coś nawiedza jej dom. Wdowa chcąc poznać powód niepokojących snów, zaczyna grzebać w rzeczach męża, wskutek czego odkrywa związane z budynkiem zagadki i postanawia je rozwiązać.

## Obsada
- Rebecca Hall jako Beth
- Sarah Goldberg jako Claire
- Vondie Curtis-Hall jako Mel
- Evan Jonigkeit jako Owen
- Stacy Martin jako Madelyne
- David Abeles jako Gary
- Christina Jackson jako Heather
- Patrick Klein jako Bob
- Samantha Buck jako Becky[1]

## Odbiór

### Reakcja krytyków
Film spotkał się z dobrą reakcją krytyków. W agregatorze recenzji Rotten Tomatoes 88% z 208 recenzji uznano za pozytywne. Z kolei w agregatorze Metacritic średnia ważona ocen z 36 recenzji wyniosła 68 punktów na 100.